# Moritz Fünfstück
Leberecht Moritz Fünfstück (* 23. März 1856 in Dittelsdorf; † 18. Februar 1925 in Stuttgart) war ein deutscher Botaniker und Hochschullehrer in Stuttgart. Sein botanisches Autorenkürzel lautet „Fünfstück“.

## Wirken
Fünfstück studierte an der Universität Leipzig, der Julius-Maximilians-Universität Würzburg und der Eberhard Karls Universität Tübingen. Er wurde Mitglied der Corps Plavia (1877), Guestphalia Würzburg (1878) und Rhenania Tübingen (1879). Ab 1885 lehrte er an der Technischen Hochschule Stuttgart. Er hatte sich früh der Erforschung von Symbiosen zugewandt und galt als ausgesprochener Flechtenfachmann, setzte diese Arbeiten später aber nicht mehr fort. Er bearbeitete den allgemeinen Teil der Abteilung Lichenes im Buch von Engler und Prantl: Natürliche Pflanzenfamilien, das 1887 erschien. Im Jahr 1900 wurde Fünfstück Leiter der Botanik an der Universität Stuttgart. Dreimal, 1904/05, 1907/08 und 1908/09, war er Rektor der Hochschule. Im Jahr 1903 wurde er zum Mitglied der Leopoldina gewählt.
Fünfstück beriet den literarischen Direktor der Stuttgarter Deutschen Verlags-Anstalt Joseph Kürschner in biologischen Fachfragen u. a. bei dessen lexikographischen Anstrengungen wie der Neuausgabe des Piererschen Universal-Lexikons der Gegenwart und Vergangenheit (7. Auflage 1888–1893), für das Rudolf Steiner die naturphilosophischen Artikel übernehmen sollte, aber wegen zahlreicher Verpflichtungen und anderweitigen Prioritäten nicht lieferte.
Nach dem Tod seines Stuttgarter TH-Kollegens Otto Lueger, der 1894 im selben Verlag das Lexikon der gesamten Technik begründet hatte, zu dessen zweiter Auflage von 1904 bis 1910 Fünfstück den Artikel „Bakterien“ beigesteuert hatte, verfasste er für den Ergänzungsband 1914 selbst weitere Artikel und übernahm auch für den zweiten Ergänzungsband 1920 die redaktionelle Arbeit.
Er gehörte zu den Mitunterzeichnern der Erklärung der Hochschullehrer des Deutschen Reiches vom 23. Oktober 1914, in der sie sich gegen die Diffamierung des deutschen „Militarismus“ wandten.

## Werke
- Beiträge zur Entwickelungsgeschichte der Lichenen, Inaugural-Dissertation. Berlin: Borntraeger, 1884 (=Sonderabdruck aus: Jahrbuch des Königlichen botanischen Gartens und des botanischen Museums zu Berlin; Band 3 (1884), S. 155–174; Von der hohen philosophischen Facultät der Friedrich-Wilhelms-Universität Berlin gekrönte Preisschrift)
- Naturgeschichte des Pflanzenreichs. Großer Pflanzenatlas mit Text für Schule und Haus. 40 Lieferungen. Stuttgart: Hänselmann 1886; 4. Aufl. Süddt. Verlag-Inst. 1890 (Digitalisat); 8. Aufl. 1896
- Botanischer Taschenatlas für Touristen und Pflanzenfreunde. Stuttgart: Nägele, 1894; 2., verm. u. verb. Aufl. 1894
- Taschen-Atlas der Gebirgs- und Alpenpflanzen. Für Touristen und Pflanzenfreunde in der Schweiz, den bayrischen Alpen, Tirol, Steiermark, Kärnten, Krain, Salzburg, im Jura, Schwarzwald, Vogesen, Riesengebirge, in Savoyen, der Dauphiné, den Seealpen und Pyrenäen. Stuttgart: Ulmer, 1896

## Herausgeber
- Otto Lueger: Lexikon der Technik. Ergänzungsbände 1 (1914), 2 (1920) zur 2. Auflage (Volltexte)
- Beiträge zur Wissenschaftlichen Botanik. Stuttgart: Zimmer (Mohrmann), 1.1895/97 – 5.1903/06,2 (Digitalisate, Commons-Kategorie)